# Ferrovia Grosuplje-Kočevje
La ferrovia Grosuplje-Kočevje è una linea ferroviaria, a scartamento ordinario che collega la città di Kočevje nella Slovenia Sudorientale con Grosuplje ed il resto della rete ferroviaria slovena.
L'altitudine del punto più alto (tra Veliki Lašče e Ortnek) è di 581 m, che è solo di poco più basso dei 602 m raggiunti dalla rete slovena nei pressi della Stazione di Postumia, considerata la stazione più alta della Slovenia.

## Storia
La costruzione della linea iniziò il 22 maggio 1892. L'inaugurazione avvenne il 27 settembre 1893 e il primo treno percorse la linea già il 24 luglio 1893. La costruzione fu ostacolata dal rigido inverno 1891/1892. La linea venne costruita principalmente per le esigenze della miniera di Kočevje e per le attività forestali.
Negli anni migliori furono trasportate lungo il percorso 170.000 tonnellate di carbone e 134.000 tonnellate di legna. Parallelamente al percorso correva anche il traffico passeggeri.

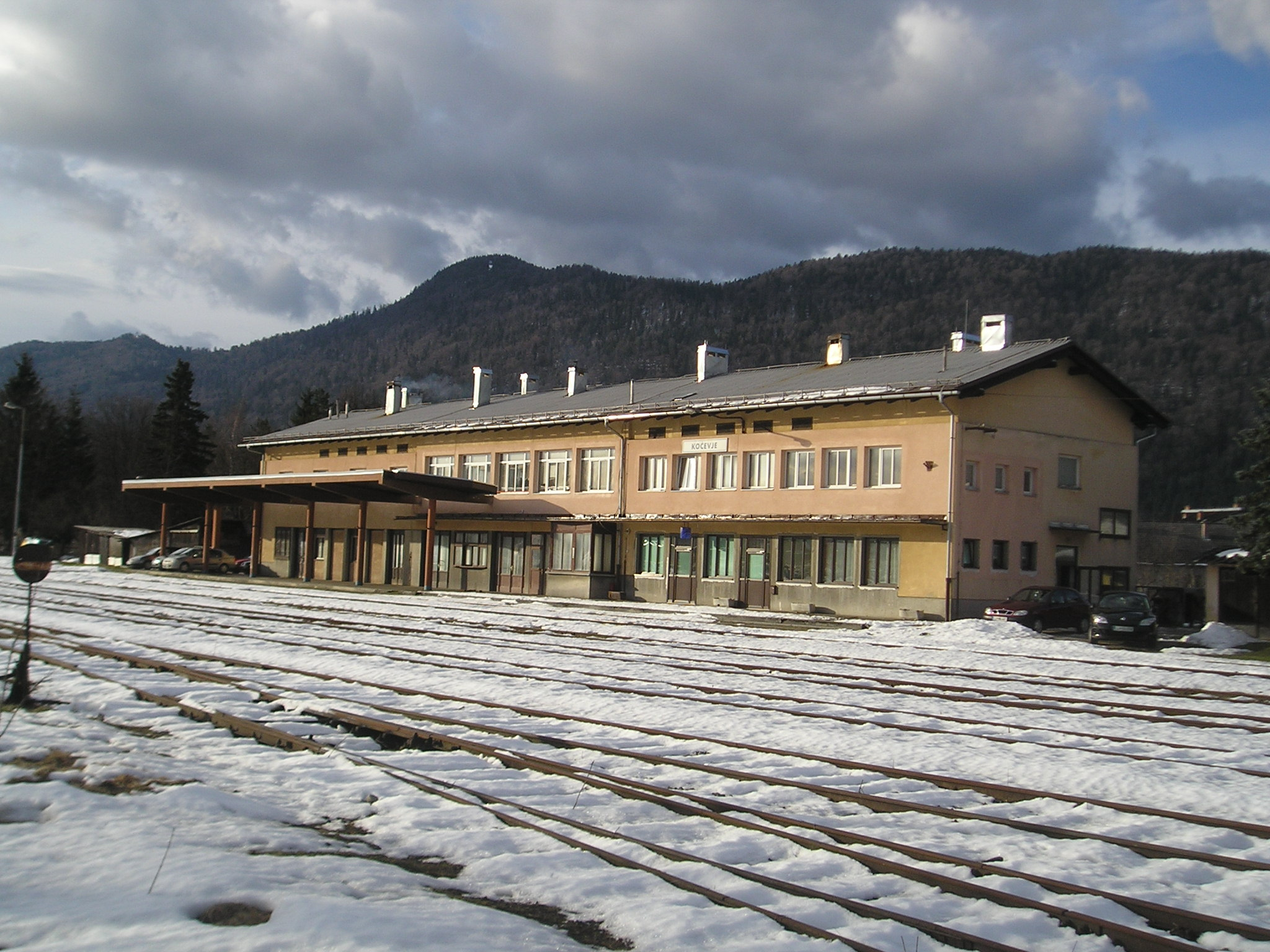
La stazione di Kočevje nel 2010, prima della riapertura della linea al traffico passeggeri

Il traffico passeggeri sul percorso iniziò a diminuire drasticamente dopo il rinnovo della strada Škofljica - Kočevje. Tra il 1958 e il 1966 il numero di passeggeri diminuì del 66%. Pertanto, i treni passeggeri dal 1º luglio 1968 continuarono a viaggiare solo fino a Veliki Lašče (in seguito solo a Dobrepolje), e furono definitivamente soppressi dopo il 1970 lungo l'intero percorso. Durante la crisi petrolifera del 1983, fu presa in considerazione la reintroduzione del trasporto passeggeri, ma l'idea non si concretizzò.
Nel 2008 è iniziata la ricostruzione della linea ferroviaria, prima ai depositi statali a Ortnek, poi a Ribnica e alla fine del 2018 a Kočevje. La linea è stata riaperta al traffico passeggeri il 3 gennaio 2021.

## Percorso
| Continuation backward |

| Station on track |

|  | Unknown route-map component "ABZgl" | Unknown route-map component "CONTfq" |

| Unknown route-map component "bWBRÜCKE1" |

| Stop on track |

| Stop on track |

| Station on track |

| Stop on track |

| Unknown route-map component "bWBRÜCKE1" |

| Station on track |

| Unknown route-map component "bWBRÜCKE1" |

| Stop on track |

| Unknown route-map component "bWBRÜCKE1" |

| Station on track |

| Unknown route-map component "bWBRÜCKE1" |

| Unknown route-map component "bWBRÜCKE1" |

| Station on track |

|  | Unknown route-map component "ABZg+l" | Unknown route-map component "KINTeq" |

| End station |